# Pomponema debile
Pomponema debile är en rundmaskart. Pomponema debile ingår i släktet Pomponema, och familjen Cyatholaimidae. Arten är reproducerande i Sverige.